# 關永忠
關永忠（Kwan Wing Chung，1962年5月10日—）前香港無綫電視監製。1980年代加入無綫電視任職助理編導其後升任編導、監製，於2003年重返無綫監製《追魂交易》。
2016年完成其告別作《親親我好媽》的拍攝後辭職而離開無綫，結束30多年與無線之關係。

## 監製列表

### 作品列表 (亞洲電視)
- 2004年：八號巴士站站情

### 作品列表 (無綫電視)

#### 1990年代
| 首播   | 劇名           | 合作演員                                                       |
| 1995年 | 一切從失蹤開始 | 劉松仁、關詠荷、林保怡、張國強、張可頤、梁榮忠、潘志文、陳美琪 |

#### 2000年代
| 首播   | 劇名           | 合作演員                                                                      |
| 2004年 | 追魂交易       | 王 喜、關禮傑、胡杏兒、胡諾言、林敏俐                                         |
| 2005年 | 同撈同煲       | 郭晉安、胡杏兒、馬國明、江芷妮、黎耀祥、黃泆潼、秦 煌、盧宛茵、朱咪咪         |
| 2005年 | 心理心裏有個謎 | 陳錦鴻、滕麗名、鄭嘉穎、江芷妮、歐錦棠、袁彩雲                                |
| 2005年 | 我的野蠻奶奶   | 汪明荃、胡杏兒、黃宗澤、伍詠薇、石 修、雪 妮、陳思齊、劉家輝                  |
| 2006年 | 肥田囍事       | 胡杏兒、許志安、馬國明、胡諾言、姚嘉妮、黃淑儀、秦 煌、關禮傑、李詩韻         |
| 2007年 | 布衣神相       | 林文龍、林 峯、楊 怡、李詩韻、胡定欣、姜大衞、向海嵐、郭政鴻                  |
| 2007年 | 律政新人王II   | 陳鍵鋒、馬國明、官恩娜、李詩韻、陳國邦、李子雄、陳秀珠、郭 峰                 |
| 2008年 | 當狗愛上貓     | 羅嘉良、胡杏兒、呂 方、曾華倩、黃浩然、廖碧兒、許紹雄、郭 峰                  |
| 2008年 | 東山飄雨西關晴 | 汪明荃、馬德鐘、佘詩曼、商天娥、黃浩然、李詩韻、蕭正楠、郭 峰、麥長青、張國強 |
| 2009年 | 古靈精探B      | 郭晉安、郭羨妮、胡定欣、郭政鴻、阮小儀、陳美詩、羅仲謙、高皓正、郭 峰         |

#### 2010年代
| 首播      | 劇名           | 合作演員                                                                                               |
| 2010年    | 翻叮一族       | 夏 雨、伍詠薇、陳鍵鋒、楊思琦、許紹雄、商天娥、敖嘉年、唐詩詠                                          |
| 2011年    | 花花世界花家姐 | 佘詩曼、林 峯、敖嘉年、梁靖琪、周家怡、胡 楓、林子善、陳自瑤、秦 煌、張國強                            |
| 2011年    | 荃加福祿壽探案 | 汪明荃、王祖藍、阮兆祥、李思捷、梁靖琪、商天娥                                                         |
| 2011-12年 | 結·分@謊情式   | 張兆輝、商天娥、滕麗名、謝雪心、陳奐仁、袁偉豪、林夏薇、湯盈盈、胡 楓、陳曼娜、雪 妮、黃得生           |
| 2013年    | 戀愛季節       | 馬國明、胡杏兒、吳卓羲、徐子珊、胡定欣、梁烈唯、王浩信、羅仲謙、梁靖琪、黃山怡、賈曉晨、翟威廉、謝雪心 |
| 2013年    | 神鎗狙擊       | 張兆輝、謝天華、周海媚、陳 煒、徐子珊、岑麗香、李國麟、翟威廉、楊愛瑾、雪 妮、楊潮凱                   |
| 2014年    | 新抱喜相逢     | 薛家燕、滕麗名、湯盈盈、敖嘉年、麥長青、元 秋、安德尊、王梓軒                                          |
| 2015年    | 衝線           | 米 雪、羅仲謙、沈震軒、林夏薇、蔡思貝、陳奐仁、吳若希、胡鴻鈞、魏焌皓                                  |
| 2017年    | 親親我好媽     | 江美儀、黃智賢、米 雪、陳敏之、呂慧儀、曾偉權、韋家雄、何廣沛、江嘉敏                                  |
| 2018年    | 波士早晨       | 陳慧珊、黃智賢、樊奕敏、李佳芯、李子雄、洪永城、趙希洛                                                 |

## 導演作品

### 電影
- 2020年：《女人街，再見了》

## 獎項
- 萬千星輝賀台慶2005最佳劇集-《我的野蠻奶奶》